# Projekt Rastko
Projekt Rastko (serb. Пројекат Растко) – pozarządowe, przedsięwzięcie kulturalne non-profit o charakterze wydawniczym i edukacyjnym, które jest poświęcone serbskiej i związanej z Serbią literaturze i sztuce. Nazwa projektu, który powstał w 1997 r., pochodzi od Rastko Nemanicia.
Projekt Rastko jest największą slawistyczną biblioteką internetową i jedną z dziesięciu największych elektronicznych bibliotek w Europie oraz jedną z najważniejszych na świecie.
Projekt Rastko ma wsparcie Ministerstwa Kultury Republiki Serbii, miasta Belgradu oraz wielu innych instytucji. Wielu znanych autorów, publikuje swoje prace i książki w ramach Projektu Rastko, np. Milorad Pavić i Vladeta Jerotić. Projekt jest zdobywcą wielu prestiżowych nagród i wyróżnień.
Główne zadania projektu Rastko:
- publikacje elektroniczne  poświęcone serbskiej i związanej z Serbią literaturze i sztuce
- naukowe i kulturalne konferencje i badania nt. panbałkańskiej integracji kulturalnej
- dwustronne i wielostronne kontakty z krajami na Bałkanach i na świecie
- tworzenie ośrodków regionalnych
- szkolenie techniczne

W roku 2003 projekt Rastko posiadał następujące ośrodki regionalne:
1. Belgrad – główny projekt
2. Rumunia (Project Rastko-Timisoara, e-biblioteka spuścizny kulturalnej i związków kulturalnych Rumunii i Serbii)
3. Czarnogóra (Project Rastko-Cetinje, e-biblioteka spuścizny kulturalnej Czarnogóry)
4. Podprojekt związany z Kosowem (Project Rastko-Gracanica-Pec, e-biblioteka spuścizny kulturalnej Kosowa i Metohji)
5. Zatoka Kotorska (Project Rastko-Boka, e-biblioteka spuścizny kulturalnej regionu Zatoki Kotorskiej)
6. Węgry (Project Rastko-Budapest-Szent-Andrea, e-biblioteka spuścizny kulturalnej i związków kulturalnych Węgier i Serbii)
7. Ukraina (Project Rastko-Kiev-L'vov, e-biblioteka spuścizny kulturalnej i związków kulturalnych Ukrainy i Serbii)
8. Bułgaria (Project Rastko-Bulgaria, e-biblioteka spuścizny kulturalnej i związków kulturalnych Bułgarii i Serbii)
9. Bosnian Krajina (Project Rastko-Banja Luka, e-biblioteka spuścizny kulturalnej bośniackiej Krainy)
10. Albania (Project Rastko-Shkoder, e-biblioteka spuścizny kulturalnej i związków kulturalnych Albanii i Serbii)
11. Łużyce (Project Rastko-Lusatia, e-biblioteka spuścizny kulturalnej Łużyczan)
12. Polska (Project Rastko-Poland, e-biblioteka spuścizny kulturalnej i związków kulturalnych Polski i Serbii)
13. Kaszuby (Projekt Rastko-Kashubia, e-biblioteka spuścizny kulturalnej Kaszub)